# Калиновский, Сергей Владимирович
Серге́й Влади́мирович Калино́вский (15 апреля 1884, Москва — 1930-е) — бывший священнослужитель Русской православной церкви, один из инициаторов обновленчества в 1922 году, популяризатор термина «Живая церковь». С мая по август 1922 года — член обновленческого Высшего церковного управления. С 1923 года — лектор-атеист.
Будучи рукоположённым в священный сан в 1912 году, начал священническое служение в Москве и был близок к черносотенным кругам. В 1914—1917 годы был полковым священником в действующей армии. В 1917 году вернулся в послереволюционную Москву, где проявил себя уже как сторонник «христианского социализма». В марте 1922 года выступил в поддержку изъятия церковных ценностей в пользу голодающих, в апреле того же года присоединился к инициативной группе «прогрессивного духовенства» из Петрограда и привлечён властями к изданию журнала «Живая Церковь», давшего название данной группе священников, начавших обновленческий раскол в Русской православной церкви, а также неофициальное наименование всему обновленчеству. После ареста Патриарха Тихона 18 мая стал одним из создателей Высшего церковного управления, заняв в нём также должность управляющего делами. Хотя в апреле — мае 1922 года он принимал участие в большинстве событий в Москве, связанных с нарождающимся обновленчеством, уже в июне он был уволен с должности главного редактора «Живой церкви» и управляющего делами ВЦУ, а 18 августа покинул ВЦУ и уехал из Москвы в Крым, где вошёл в состав Таврического обновленческого епархиального управления, но в феврале 1923 года вышел и из него. В том же году снял сан и перешёл на антирелигиозную работу. В таком качестве «в течение десяти лет он ютился на задворках антирелигиозной пропаганды и умер в полной безвестности в 30-х годах». Дата и место его смерти остаются неизвестными.

## Биография

### До принятия священства
Сергий Калиновский родился 15 апреля 1884 года. Его отец был потомственным дворянином Витебской губернии, офицером и скончался в чине полковника, а мать происходила из княжеского рода Львовых.
В 1896 году Калиновский поступил в Императорский Московский лицей цесаревича Николая. В 1898 году перевёлся в Московскую частную гимназию Л. И. Поливанова, которую окончил в 1905 году. В том же году поступил на историко-филологический факультет Московского университета, однако осенью 1907 года был отчислен, как не внёсший платы за обучение. В апреле 1908 года восстановлен на том же факультете.
В 1909 году вступил в брак с Елизаветой Ивановной Тихомировой. В браке родилась дочь.
Возглавил Златоустовский религиозно-философский кружок учащихся, действовавший при Московском епархиальном доме. 19 октября 1910 года на торжественном собрании, на котором присутствовали митрополит Московский Владимир (Богоявленский), архиепископ Алексий (Опоцкий), епископ Трифон (Туркестанов), Анастасий (Грибановский), епископ Владимир (Соколовский-Автономов), епископ Евфимий (Елиев), много учащихся из средних и высших учебных заведений, юнкера военного училища и масса публики, С. В. Калиновский произнёс вступительное слово, в котором призывал молодёжь сплотиться теснее и решительно без боязни выступить вооружёнными верой и исповеданием во Христа на защиту христианства, православной веры.
2 марта 1912 года по собственному прошению Калиновский был уволен из Московского университета, так и не окончив там обучения. Сдал экзамен в Серпуховском казённом училище на звание учителя народных школ.

### Священник до революции
Калиновский был принят в Ведомство военного и морского духовенства. 28 марта 1912 года был рукоположён в сан священника и прикомандирован к Сергиевской церкви при летних военных лагерях на Ходынском поле в Москве. С 27 апреля этого же года — штатный священник той же церкви.
Согласно данным А. И. Краснова-Левитина и В. М. Шаврова, приводимым ими в книге «Очерки по истории русской церковной смуты»: «Обладая некоторым литературным и проповедническим даром», священник Сергий Калиновский «вскоре становится оруженосцем митрополита Владимира [Богоявленского] и известного черносотенца протоиерея [Иоанна] Восторгова». Таким образом, Калиновский до революции «если и не был непосредственным участником черносотенных организаций, то, во всяком случае, примыкал к наиболее правым кругам дореволюционного духовенства».
16 декабря 1913 года Калиновский назначен священником Петропавловской церкви 6-го Донского казачьего полка генерала Краснощёкова, расквартированного в городе Млава Плоцкой губернии.
29 июля 1914 года Калиновский назначен на должность епархиального противосектантского миссионера-проповедника Псковской епархии. 31 августа того же года уволен из Ведомства военного и морского духовенства. 17 февраля 1915 года организовал и возглавил народно-миссионерские курсы.
25 июня 1916 года он перемещён на такую же должность в Подольскую епархию. 9 июля того же года прибыл в Каменец-Подольск, и в тот же день был принят епископом Подольским и Брацлавским Митрофаном (Афонским). 6 сентября 1916 года назначен членом Подольского епархиального Училищного Совета
По данным Краснова-Левитина и Шаврова, во время Июньского наступления 1917 года Калиновский пламенно призывал солдат идти в бой. После октябрьского переворота быстро и незаметно исчез из армии.

### Священник после революции

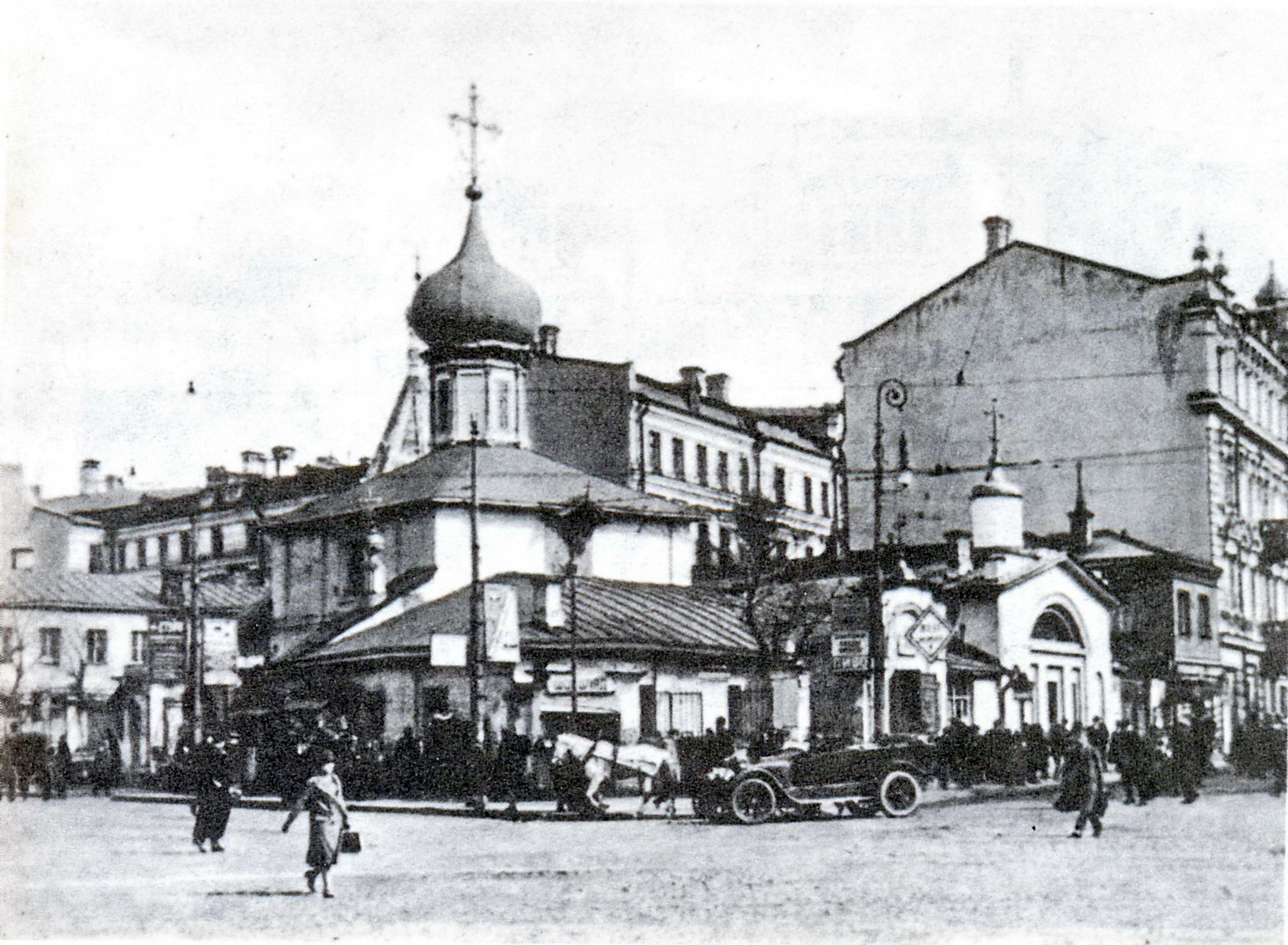
Церковь Гребневской иконы Божией Матери в 1920-е годы

В 1917 году Калиновский вернулся в Москву и был назначен настоятелем Сергиевской церкви на Ходынском поле. В 1918 году патриарх Тихон назначил Калиновского настоятелем храма Гребневской Божией Матери, что на Лубянке. Калиновский стал председателем Валаамского религиозно-просветительского братства, созданного «по желанию верующих православных» на московском подворье Валаамского монастыря и официально оформленного 28 июня 1918 года. Сосредотачиваясь на «развитии религиозного чувства в сердцах православных и стремлении к сближению их с Церковью», Братство в то же время обязало себя «признавать все декреты новой власти» и «не вмешиваться в её суждения», отказывалось критиковать власть или возбуждать против неё кого-либо. Позднее Братство исчезает из бумаг, и дальнейшая судьба этого образования неизвестна.
Калиновский активно занимался миссионерской деятельностью среди рабочих, был связан с сотрудником VIII («ликвидационного») отдела Народного комиссариата юстиции бывшим священником Михаилом Галкиным, который объявил себя атеистом. Одним из совместных мероприятий с Галкиным, с подачи последнего, стало проведение диспутов в среде коммунистических ячеек. Несмотря на духовный сан, Калиновский, как сам позднее признавался, «разделял идеи коммунизма, за исключением религиозного вопроса», в результате чего свои же соратники считали его большевиком. В среде московского духовенства к такого рода метаморфозам относились по-философски: «тогда [ему] было выгодно одно, теперь другое», в дальнейшем не рекомендуя в его присутствии высказывать вслух свои мысли.

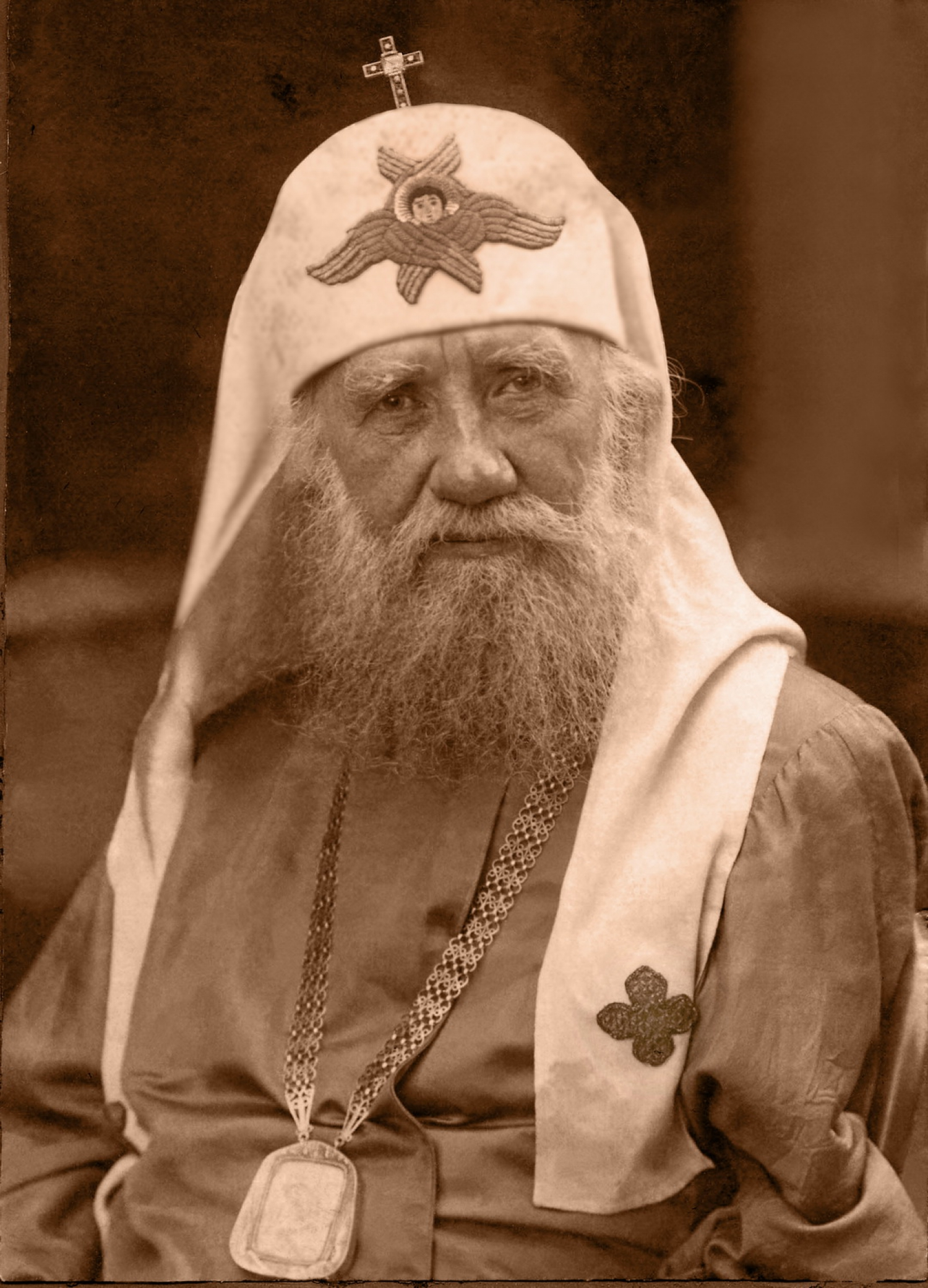
Патриарх Тихон

По видимому весной 1919 года Калиновский сблизился с Фёдором Жилкиным, лидером Христианско-социалистической рабоче-крестьянской партии (ХСРКП) и становится духовником партии. Главным содержанием прошения патриарху Тихону от 5 июня 1919 года стало присоединение последней партии к приходу, возглавлявшемуся Калиновским, который, согласно документу, «первый из духовенства выступил безбоязненно с проповедью Евангелия, не ограничиваясь лишь храмом. Им удержано в стаде Православия много тысяч рабочих, и он пользуется народной любовью и общим уважением, а потому о. КАЛИНОВСКИЙ избирается духовником, а посему Главный Устроительный Совет обращается к ВАШЕМУ СВЯТЕЙШЕСТВУ с просьбой разрешить и благословить наше пожелание и Постановление Партии».
На этом прошении патриарх Тихон 23 мая / 5 июня 1919 года поставил резолюцию: «Высокопреосвященнейшему Архиепископу Иоасафу [Каллистову]: с моей стороны препятствий не имеется. Патриарх Тихон». 25 мая / 7 июня архиепископ Иоасаф (Каллистов) поставил резолюцию: «Благословляется членам ХРИСТ[ИАНСКО]-СОЦ[ИАЛИСТИЧЕСКОЙ] РАБОЧ[Е]-КР[ЕСТЬЯНСКОЙ] ПАРТИИ быть прихожанами Храма Гребневской Божией Матери и священнику С. Калиновскому быть духовным руководителем помянутой партии».
На чаепитии, состоявшемся после проведения 15 июня 1919 года патриархом Тихоном литургии в храме Гребневской иконы Божией Матери, Фёдор Жилкин обратился к патриарху с двумя вопросами: присоединение членов партии к данному приходу и утверждение иерархом обращения с просьбой благословить работу партии. В число сделанных на последнем документе собственноручных помет патриарха вошли подчёркивание фразы «около Бога поставить своё Великое Человеческое Я» и надпись на полях «Не совсем ясно!», а на обороте бумаги им была оставлена резолюция: «Пусть работают в духе заветов Христовых и посколько они в своей жизни и деятельности будут осуществлять оные — постолько Святая Церковь будет призывать на них Божие споспешествующее благословение».
Вскоре Жилкин был арестован, и 30 сентября 1919 года состоялся суд над ним, на котором Калиновский выступал свидетелем защиты. Жилкин был признан судом виновным «в помещении имени сотрудника Советской власти с коммерческой целью и для рекламирования своей партии», а сама партия признавалась вредной. Как написал Никита Окунев в своём «Дневнике москвича» за 6 декабря 1919 года: «Вчера был в церкви Гребенской Божьей Матери, что на Лубянской площади. Там шла всенощная с участием не одного, а целых восьми „гастролёров“, и потому церковь была битком набита. Служил популярный молодой учёный священник Калиновский, сказавший пред „Хвалите Имя Господне“ сильную проповедь». В 1920 году ХСРКП была запрещена органами власти, после чего Калиновский на время отошёл в тень. Протопресвитер Николай Любимов 25 июня 1920 года дал такие показания по делу закрытия ХСРКП:

Я докладывал Патриарху Тихону обо всех обстоятельствах данного дела. Относительно участия, связанного с деятельностью Христианско-Социалистической Рабоче-Крестьянской Партии Патриарх мне сказал, что он теперь убеждён, что Жилкин провокатор, прохвост, как выразился Патриарх, да и к тому же сбежавший с 70 000 руб. партийных денег. Этой партии помогал и всячески содействовал Н. Д. Кузнецов, который чрез эту партию пытался найти компромисс между светской и церковной властью. Кузнецов всячески защищал Жилкина, Жилкина поддерживал свидетель Калиновский, которого равно знаю и которого не высоко ценю по его крикливой и шумливой деятельности. Совершенно не понимаю, чем увлекаются в нём его поклонницы. Участие Калиновского в этой партии я объясняю всецело приспособлением к духу времени. Я совершенно искренне удостоверяю, что, по моему мнению, христианство и социализм несовместимы. Я неоднократно беседовал на эту тему с Патриархом Тихоном, и он тоже искренне соглашался со мною, что христианство и социализм несовместимы.
В 1921 году, во время голода в Поволжье, Калиновский организовал бесплатную столовую при храме, активно участвовал в сборе пожертвований в пользу голодавших.
7 августа 1921 года Калиновский был арестован на станции Озёры и заключён в Коломенскую тюрьму; через три дня освобождён, вернулся домой. За всенощным бдением под праздник Преображения Господня Калиновский провёл беседу с верующими посёлка Озёры Коломенского уезда Московской губернии. Как следствие последнего события, 26 августа 1921 года он был арестован: ему вменялась агитация «против Советов посредством проповеди». 2 сентября подследственный Калиновский дал подписку, что проведение им религиозных обрядов и произнесение проповедей не коснутся политики как таковой. 22 сентября дело по обвинению Сергея Калиновского «в политических мотивах» было прекращено.
В донесении 3/16 февраля 1922 года благочинного 4-го отделения Сретенского сорока́ протоиерея Василия Вишнякова архиепископу Крутицкому Никандру (Феноменову) так описывался храм, где настоятельствовал Сергий Калиновский:

В Гребневск[ой Иконы Божией Матери], на Луб[янской] пл[ощади], церкви богослужение совершается ежедневно и применительно к народу, бывающему на площади: всенощная в 7 — 8 часов в[ечера], а обедня в 10-11 утра. При ц[еркви] сестричное братство и поёт народ, а проповеди произносятся кроме местных священников и приглашаемыми проповедниками духовными и светскими (каковы Преос[вященный] Антонин [Грановский], Пр[отоиерей] В[ладимир] Страхов, Н. Д. Кузнецов и др.). Всё это привлекает народ в церковь. Но в то же время здесь наблюдается и некоторое ненормальное явление — неисполнение Патриаршего распоряжения о новшествах — открытие Царских врат в неположенное время, стояние на архиерейской кафедре, чтение на русском языке, нахождение на Св. Престоле горшков с цветами и ёлками, допущением мирян-проповедников [неразборчиво] сектантов, угощение духовенства и мирян в храмо[вой] части.
Весной 1922 года Калиновский принял активное участие в начатой властями кампании по изъятию церковных ценностей. 31 марта 1922 года в «Известиях ВЦИК» было опубликовано его «Открытое письмо к верующим православным», которое выделялось своим воинственным тоном на фоне нижегородских, саратовских и петроградских воззваний в поддержку этой кампании и содержало намёки на грядущую церковную революцию, хотя там не было прямых выпадов против патриарха Тихона. Таким образом, он заявил о грядущей церковной революции и положил таким образом начало собственному участию в ней. Как отчитался отдел агитации и пропаганды Московского комитета РКП(б), участие Калиновского в данной кампании не принесло желаемых плодов — причину тому партийцы увидели в «несоответствующей сану внешности у попа».

### Организация обновленческого раскола
Государство не осталось в стороне от внутрицерковной борьбы. Результатом стала инструкция, принятая 11 апреля 1922 года в ГПУ. Согласно документу в Москве должна была быть организована внутрицерковная оппозиция из духовенства, задачей которой стало через «безусловно твёрдого и решительного священника» — имелся в виду Калиновский — выработка резолюции, главными целями которой бы являлись патриарх Тихона и высшая церковная власть. Дополнительным пунктом должен был стать обязательный призыв к обновлению иерархии и созыву Поместного собора. На Калиновского, согласно инструкции, также возлагалась обязанность по установлению связей с петроградскими соратниками путём поездки к ним.
19 апреля 1922 года на квартире Сергия Калиновского состоялась встреча представителей московского духовенства и советской власти. В числе духовенства были, помимо самого Калиновского, заштатный епископ Антонин (Грановский), священники Иоанн Борисов и Леонид Николостанский. Со стороны власти пришли уполномоченный VI отделения Мосгуботдела ГПУ Михаил Шмелёв и сотрудник VIII («ликвидационного») отдела Народного комиссариата юстиции Михаил Галкин, который ещё 3 апреля получил от Московской комиссии по изъятию церковных ценностей задание подготовить и собрать инициативное собрание священников, «стоящих за изъятие церковных ценностей». Патриарх Тихон был признан вредоносным для государства и «прогрессивного» духовенства, и в соответствии с инструкцией партийцев «революционеры» от церкви должны были открыто выступить против её главы. Доводами убеждения для священников послужили обещания свободы в миссионерстве и проведении съездов, а также разрешения на внедрение собственных идей в церковной сфере. Епископу Антонину (Грановскому) предложили подумать о возможности получить церковную кафедру. В заключительной части собрания присутствовавшими был сформулирован ряд задач: подготовить воззвание к верующим, присоединиться к участию в новом журнале, за издание которого отвечал Калиновский, и укрепить связи с «прогрессивным духовенством» Петрограда.
Из числа московских сторонников изъятия ценностей только Сергий Калиновский согласился участвовать в готовящемся перевороте. Он с воодушевлением принял лидеров нарождающегося обновленческого раскола: священников Александра Введенского и Евгения Белкова, Владимира Красницкого, которые прибыли из Петрограда, и Николая Русанова и Сергия Ледовского, прибывших из Саратова. Им он сообщил, что готовит к печати первый номер журнала «Живая Церковь», для которого он сам придумал название. Редакция помещалась у него на квартире: Москва, угол Лубянской площади и Мясницкой улицы, 2/4 (у Гребневской церкви). Тут же было решено дать организуемой ими группе название «Живая Церковь».
29 апреля 1922 года в помещении Политехнического музея Калиновский давал показания на процессе по делу о сопротивлении изъятию церковных ценностей в Москве. Отвечая на вопрос, задевает ли изъятие из церквей священных сосудов религиозное чувство верующих, вместе с епископом Антонином и протоиереем Сергием Ледовским утверждал, что любовь к ближнему позволяет отдать все сосуды.
Вскоре был подготовлен первый номер редактируемого Калиновским журнала «Живая Церковь», который открывался передовой статьёй самого редактора, выдержанной в необычайно воинственном тоне:

Довольно молчать! Наступил момент, когда православный русский народ ждёт решающего голоса церкви.

По вине старого бюрократического и иерархического строя взаимоотношения между ставленниками б. правящих классов и советским государством стали абсолютно невозможными. Обнаружено моральное банкротство церковных ныне существующих порядков. Всякий дальнозоркий сын церкви должен сбственными усилиями иметь гражданское мужество и решительность, принять меры к спасению и торжеству православной церкви при помощи поместного собора, основной задачей которого должна быть выработка постановления о положении православной церкви в Советской Республике, о ея конституции и ея руководстве. Осуждая всякое вмешательство церкви в дела государства, вполне поддерживая интересы трудящегося класса, воспользовавшись правом печатного слова, предлагаем всем болеющим о судьбах церкви в переживаемый момент высказать в нашем журнале свои соображения по поводу обновления и оживления церкви на евангельских началах.
Да воскреснет Христос в сердцах верующих!
 Да возгорится огонь любви и братства! 
 Да поможет Бог в нашем пути! 
 Да здравствует «Живая Церковь»?!.
К 18 часам 8 мая номер журнала уже был издан 10-тысячным тиражом, и на стол Троцкого два экземпляра журнала легли в тот же день вместе с экземпляром одноимённого издания в городе Пензе.
В начале мая 1922 года Калиновский составил документ, названный «Проект докладной записки во ВЦИК, исходящей от некоторой части духовенства и мирян православной церкви». Краснов-Левитин и Шавров отмечают: «Подтекст этого, очень плохо, канцелярским языком написанного документа таков: надо выделить группу духовенства, которая должна стать частью государственного аппарата. Именно это и было заветной мечтой всех деятелей „Живой Церкви“». Данный «Проект…» стал первым программным документом нарождающегося обновленческого раскола и сыграл значительную роль в его организационном оформлении.
10 мая 1922 года газета «Правда» сообщила о появлении нового церковного течения «неоцерковников». Заявление Калиновского в том же издании придало патриаршему посланию от 28 февраля 1922 года политический характер и несоответствие духу православия. Помимо тезиса о возможности смещения патриарха Тихона с помощью Собора, в газете сообщалось о введении в богослужение, не взирая на запрет патриарха, различных новшеств.

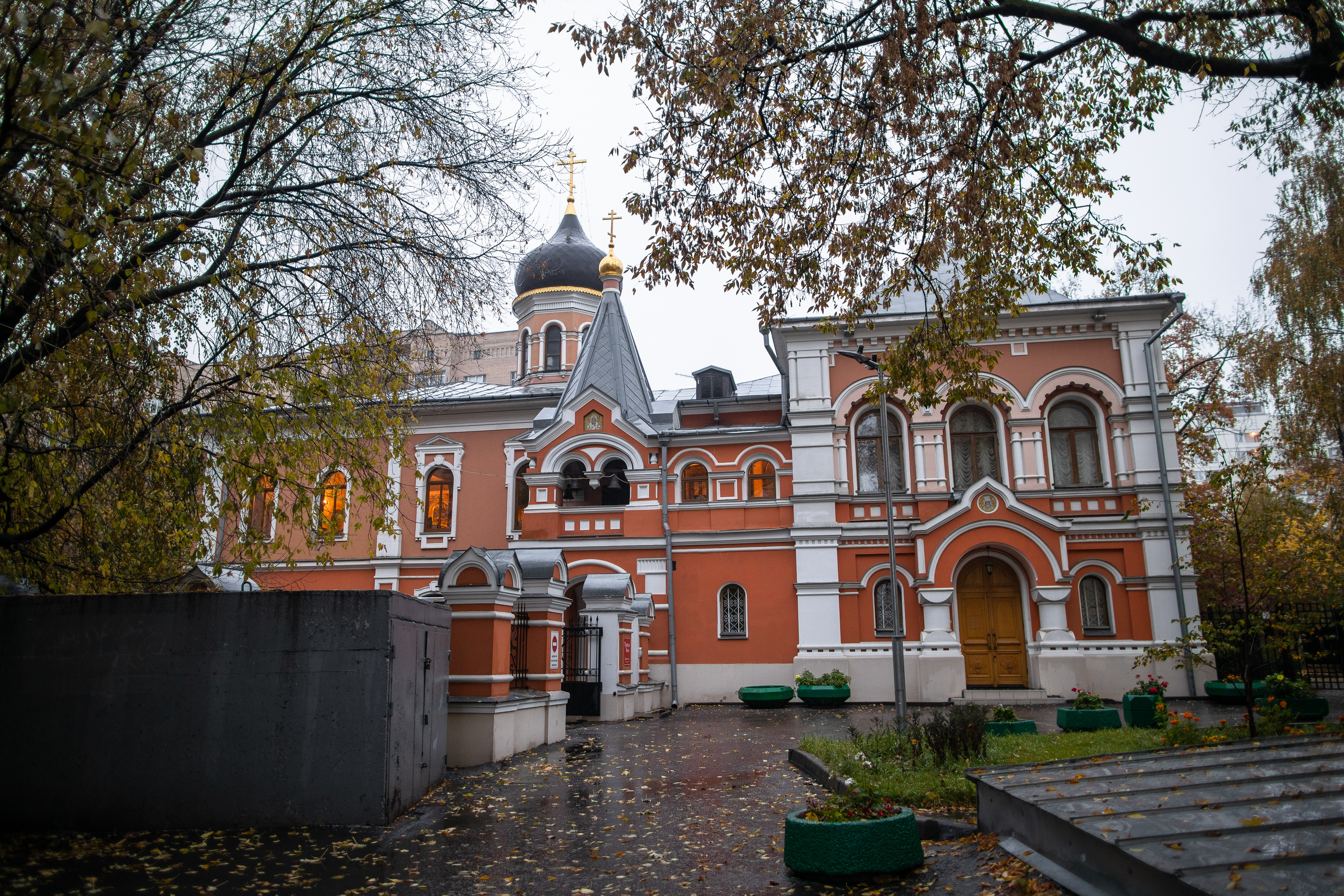
Митрополичьи покои Троицкого подворья в Москве

12 мая поздним вечером священники Александр Введенский, Владимир Красницкий, Евгений Белков, Сергий Калиновский и псаломщик Стефан Стадник прибыли на автомобиле к Троицкому подворью на Самотёке, где встретились с поджидающим их начальником конвоя. Калиновский при этом решил остался внизу в передней, сказав «Нет, я не пойду, идите вы», а трое петроградских священников и псаломщик в сопровождении двух работников ГПУ поднялись по лестнице в приёмную патриарха. Современный историк Сергей Иванов выдвигает версию, согласно которой священники-заговорщики старались произвести на патриарха Тихона как можно более благоприятное впечатление, дабы усыпить его бдительность, а личность Калиновского могла бы его насторожить. Сохранить образ послушных клириков, которые пекутся о церковном благе, «прогрессивному духовенству» помогло то обстоятельство, что обвинения патриарху, уже распространяемые в советской прессе, предъявлены были от имени правительства, а не от их собственного.
13 мая Калиновский подписал программный документ московских, петроградских и саратовских группы «Живая Церковь» под названием «Верующим сынам Православной Церкви России», в котором несогласные с начинаниями советской власти церковные деятели получили ярлык «контрреволюционеры». В то же время документом предусматривался скорейший созыв Поместного собора «для суда над виновниками церковной разрухи, для решения вопроса об управлении церковью и об установлении нормальных отношений между ней и Советской властью». 15 мая участвовал в религиозном диспуте в зании Московской консерватории, где доказывал, что «сама жизнь властно диктует необходимость церковной реформы».
16 мая в числе других инициаторов обновленческого раскола Калиновский встретился с патриархом, во время встречи ему был передан ответ председателя ВЦИК. Также патриарху Тихону было доложено о согласии с кандидатурой митрополита Ярославского Агафангела (Преображенского), при этом, согласно донесению, оповещение Ярославского архиерея о назначении его заместителем в церковном управлении оставалось за патриархом. Два кратких письма последнего, полученные пришедшими на встрече, содержали следующее: сообщение митрополиту Агафангелу о временной передаче ему церковного управления и просьбу протопресвитеру Николаю Любимову организовать приём и размещение Ярославского митрополита в Донском монастыре. Любимову письмо передал лично Калиновский, а с сообщением митрополиту 17 мая поехал в Ярославль Красницкий.
18 мая вместе со Введенским и Белковым Калиновский явился к патриарху Тихону; целью их визита стала просьба о передаче им патриаршей канцелярии. Требование было предъявлено в виде документа под названием «Докладная записка Инициативной группы прогрессивного духовенства Живая Церковь» и с подписью «Вашего Святейшества недостойнейшие слуги: Введенский, Белков, Калиновский»; на этот документ патриарх Тихон наложил резолюцию, в которой поручил «поименованным ниже лицам принять и передать … синодские дела … [и дела] по Московской епархии» архиереям Российской Православной Церкви митрополиту Агафангелу (Преображенскому) и епископу Клинскому Иннокентию (Летяеву), а до его прибытия епископу Верненскому Леониду (Скобееву).
«Инициативная группа прогрессивного духовенства» пошла на обман как патриарха, так и церковной общественности, предприняв захват высшего церковного управления. Полученный документ не давал права ни на какие-либо управленческие полномочия, результатом чего стали первоначальное его сокрытие и последующее создание подложных копий просьбы Калиновского сотоварищи: отличием было упоминание Высшего церковного управления вместо канцелярии патриарха.
Вечером того же дня в одной из московских гостиниц, где проживал Александр Введенский, состоялось первое организационное собрание нового ВЦУ. Прибывший на собрание епископ Леонид (Скобеев) сразу выразил согласие его возглавить. Калиновский стал членом ВЦУ и управляющим делами. Ночью патриарха увезли в Донской монастырь и на год заключили «под строжайшей охраной, в полной изоляции от внешнего мира, в квартирке над монастырскими воротами, в которой раньше жили архиереи, находившиеся на покое».
19 мая «Инициативная группа», теперь уже под названием ВЦУ, прибыла на Троицкое подворье, где их ждал епископ Антонин (Грановский), прибывший, чтобы возглавить новый управленческий аппарат — в ответ на письменную просьбу «инициативной группы „Живая Церковь“». Заняв Троицкое подворье, ВЦУ в лице Введенского, Калиновского и Белкова не стало дожидаться ни митрополита Агафангела (Преображенского), ни уехавшего к нему в Ярославль Красницкого, а немедленно приступило к работе под руководством епископа Антонина (Грановского), который с 1921 года находился под запрещением в священнослужении, которое на него наложил Патриарх Тихон за самовольное введение новшеств в богослужение.
Кроме этого, в «Известиях ВЦИК» и «Правде» 20 мая 1922 года были опубликованы два заявления Калиновского, бывшего в то время чуть ли не ежедневным собеседником сотрудников РОСТА. Так, заявление в «Правде» гласило: «Вчера, после долгой беседы, нами было достигнуто соглашение с патриархом Тихоном о том, что церковная власть, впредь до окончательного сформирования церковного управления, переходит к временному высшему церковному управлению в составе: епископа Антонина, епископа Леонида, протоиерея Введенского, священников Красницкого, Калиновского и Белкова, диакона Скобелева и представителя мирян Хлебникова», что не соответствовало подлинным намерениям патриарха Тихона.
Занявший Троицкое подворье священник Владимир Красницкий организовал там «Центральный комитет группы „Живая Церковь“», куда вошёл и Калиновский. 30 мая последний был избран членом обновленческого Московского епархиального управления.
Однако карьера Калиновского в обновленчестве, едва начавшись, стала клониться к закату, чему способствовало то, что остальные члены ВЦУ были «не очень высокого мнения о талантах Калиновского». В первые же дни раскола он был оттеснён на задний план. После выпуска второго номера «Живой Церкви», датированного 23 мая 1922 года, его отстранили от редакторства с выражением благодарности за инициативу в третьем номере журнала: «Переходя с нынешнего номера в руки редакционной коллегии наш журнал „Живая Церковь“ должен с особой благодарностью отметить смелый почин своего первого редактора, о. Сергия Владимировича Калиновского, во время самой тяжелой церковной реакции боровшегося за обновление Церкви, добившегося разрешения на первый православно-христианский журнал, давшего самое имя той группе своих собратьев, которая приняла из рук его поднятое им знамя оживления Церкви и выносит это знамя теперь на всероссийскую ширь общественной жизни».
В июне того же года он был уволен от должности управляющего делами ВЦУ, но при этом возведён в сан протоиерея. 18 августа 1922 года Калиновский добровольно вышел из обновленческого Высшего церковного управления.

### Обновленческая деятельность в Крыму
Осенью того же года ВЦУ направило Калиновского в Крым для организации там обновленческого управления с освобождением от должности настоятеля храма Гребневской Божией Матери. Вошёл в состав обновленческого Таврического епархиального управления.
Калиновский вместе с другими представителями обновленческого духовенства Крыма пытался отобрать у верующих «тихоновской ориентации» Александро-Невский кафедральный собор в Симферополе. 2 декабря 1922 года член обновленческого епархиального управления протоиерей Иван Фёдоров получил мандат, на основании которого кафедральный собор передавался обновленцам. Калиновский намеревался провести в соборе богослужение, однако собравшиеся прихожане заблокировали вход в собор и не пустили его. В результате обновленцы решили «Собор закрыть впредь до особого ходатайства». Тем не менее, с 3 по 19 декабря Калиновский числился настоятелем собора. В итоге прихожанам удалось отстоять храм.
Во время проходивших в Крыму процессов против православного духовенства и мирян Калиновский привлекался следствием в качестве эксперта. 27 января 1923 года решением ВЦУ был освобождён от должности члена обновленческого Таврического епархиального управления. В феврале 1923 года стал членом правления Таврического епархиального свечного завода.
В том же году Калиновский снял сан, краткое заявление о чём было опубликовано в газете «Безбожник». Этот свой шаг он объяснил тем, что под влиянием контрреволюционных выступлений духовенства разочаровался в Церкви.

### На антирелигиозной работе
В том же году Калиновский перешёл на антирелигиозную работу. Он был сотрудником газеты «Безбожник», также ездил по стране с антирелигиозными лекциями. В своих выступлениях с особой ненавистью высказывался против обновленческих лидеров, в том числе Александра Введенского, ставя под сомнение его религиозные убеждения.
На антирелигиозном поприще Калиновский известности не снискал. Сохранилось совсем немного эпизодов из его атеистической деятельности. Известно, что он выступал с лекциями в Москве в 1923 году. В житии священномученика Михаила Околовича, составленном игуменом Дамаскином (Орловским), выступление Калиновского осенью 1924 году в Иркутске описывается так:

Первым выступил Калиновский, который заявил, что до революции люди были ограничены в развитии, теперь же они свободно могут решать все вопросы. Например, раньше не знали, что такое солнце, теперь знают. Люди теперь все тайны узнали, и религии теперь для них не нужны. Затем он стал высмеивать сотворённый Господом Ангельский мир, святителя Николая Чудотворца и в заключение призвал обращаться к науке, а не к Богу, так как наука для человека — всё и где наука, там, мол, нет Бога, и призвал присутствующих нести свет знаний в деревню, чтобы и там перестали веровать в Бога.

В январе 1925 года читал лекции и участвовал в диспутах в Свердловске с местными обновленческими священниками, один из которых, как сообщалось в советской печати, после первой же лекции отрёкся от Бога. В 1927 году Центральный совет Союза безбожников СССР отмечал, что по СССР стали разъезжать гастролёры-антирелигиозники, которые нередко работали по соглашению разъезжающими для этой цели «церковниками». Такой диспут, как правило, кончался поражением церковника, но вознаграждение они делили пополам. В числе таких «гастролёров» был отмечен и Калиновский. Обновленческий епископ Николай Русанов упоминал в апреле 1928 года, что Калиновский «ездит со со своими безбожными лекциями по СССР». Архимандрит Палладий (Шерстенников) в октябре 1929 года также писал, что Калиновский «разъезжает повсюду и читает лекции о том, что Бога и Христа выдумали попы».
Краснов-Левитин и Шавров приводят такой один анекдот из атеистической эпохи его жизни без указания даты и места, со слов профессора Николая Кузнецова:

Рассказывают, что на одной из фабрик Калиновский старался доказать, что Бога нет. «Каким же образом вы долгое время были священником?» — спросил его один из верующих рабочих. Калиновский не нашёл ничего лучшего, как сказать: «Да, я обманывал народ». Тогда рабочий, обращаясь к присутствующим, остроумно заметил: «Вот видите, граждане, он много лет нас обманывал; может быть, — он обманывает нас и сейчас, утверждая, что Бога нет?»
По данным Краснова-Левитина и Шаврова, «в течение десяти лет он ютился на задворках антирелигиозной пропаганды и умер в полной безвестности в 30-х годах». Дата и место его смерти неизвестны. Известно, что в феврале 1931 года он был ещё жив и числился в Московском отделе народного образования.

## Исследования личности
Долгое время личность Сергея Калиновского не привлекала исследователей. Первой работой, где подобно о нём рассказывалось, было трёхтомное сочинение «Очерки по истории русской церковной смуты», написанные Анатолием Красновым-Левитиным и Вадимом Шавровым и впервые изданное в Германии в 1977 году. Авторы подробно разобрали историю возникновения обновленческого раскола, дали характеристики его деятелям и попутно дали краткие справки об их судьбах до их присоединения к обновленчеству. Так как многие данные авторы узнавали с чужих слов, а не из архивных источников, то приводимая информация не всегда была достоверна. Так, про Калиновского они привели ошибочные сведения, что он родился «около 1886 года в семье священника. После окончания Духовной семинарии и академии он был рукоположён в 1910 году в священники». Калиновскому авторы книги дали нелестную характеристику: «будучи одержим всю жизнь карьеристским зудом, не имел, однако, главных качеств, необходимых для крупного карьериста: таланта, энергии и силы воли» и там же привели высказывание о нём Александра Введенского: «Мелкий человек».
В 2000—2010-х годах в связи с изучением истории Русской православной церкви в 1910—1920-е годы, в том числе и обновленческого раскола, церковными и светскими историками в поле их внимания попал и Сергий Калиновский, впрочем, специально на его фигуре авторы данных трудов не останавливались. Одной из наиболее содержательных публикаций 2000-х годов в плане упоминаний о Калиновском была вышедшая 2009 году в «Вестнике ПСТГУ» статья Н. А. Кривошеевой «Всецело приспособление к духу времени», где раскрывалась его роль в деятельности «Христианско-социалистической рабоче-крестьянской партии» в 1919—1920 годы. Историк Сергей Иванов опубликовал в «Вестнике ПСТГУ» статьи «О причинах передачи св. Патриархом Тихоном канцелярских дел группе священников в мае 1922 г.» в 2011 году и «Хронология обновленческого „Переворота“ в русской Церкви по новым архивным документам» в 2014 году. Данные статьи уточняли роль Калиновского в возникновении обновленческого раскола, хотя автор не акцентировал внимание именно на нём.
В 2012 году вышел 29-й том «Православной энциклопедии», где была впервые опубликована биография Сергия Калиновского, написанная современным исследователем обновленчества священником Илиёй Соловьёвым на основе опубликованных к тому времени источников.
В 2015 году начальник отдела научно-справочного аппарата РГАКФД Инна Серёгина писала, что ей не удалось найти не только фотоизображений Калиновского, но и описания его внешности.
В 2016 году вышел фундаментальный труд современного исследователя обновленчества протоиерея Валерия Лавринова «Обновленческий раскол в портретах его деятелей», где помещена в том числе и биография Сергия Калиновского. Кроме того, автор вместе с биографией опубликовал и фотопортрет Калиновского.

## Публикации
- В поисках Христа — М.: Рус. печ., 1909. — 24 с.
- Берегитесь душеубийц!: (против сектантов). — Псков: Правда Божая, 1914 (Электрич[еская] типолит[огр]. Псков[ского] губ[ернского] земства). — 7 с.
- Духовная нищета сектантов // Псковские епархиальные ведомости. 1914. — № 22. — С. 721—723.
- Трагедия мятущейся души // Православная Подолия. Еженедельник Подольской епархии. 1916. — № 33-34. — С. 209—210.
- Чествование его преосвященства преосвященнейшего Митрофана, епископа Подольского и Брацлавского // Православная Подолия. Еженедельник Подольской епархии. 1916. — № 33-34. — С. 210—211.
- От Подольского епархального миссионера // Православная Подолия. Еженедельник Подольской епархии. 1916. — № 30-31. — С. 192.
- Открытое письмо к верующим православным // Известия ВЦИК. 1922. — 31 марта, № 73. — С. 2.
- Церковь и Жизнь // Живая церковь. 1922. — № 1. — С. 1—2.
- На заре обновления // Живая церковь. 1922. — № 2. — С. 13.
- В чем сущность «Живой Церкви»? // Живая церковь. 1922. — № 3. — С. 12—13.